# انرژی خورشیدی در کانادا

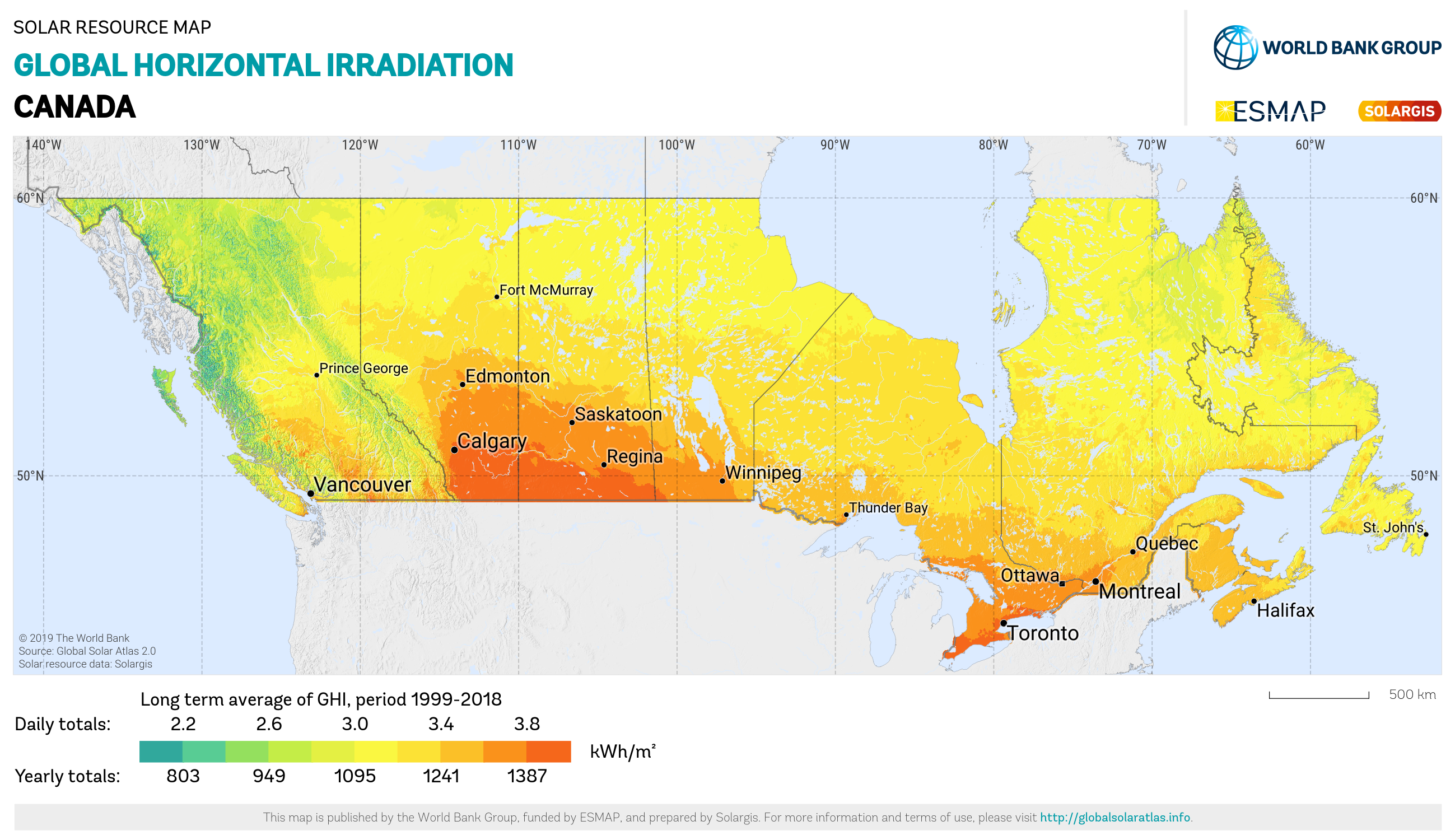
پتانسیل خورشیدی کانادا

از نظر تاریخی، کاربردهای اصلی فناوری‌های انرژی خورشیدی در کانادا، کاربردهای سیستم خورشیدی فعال غیر الکتریکی برای گرمایش و تهویه‌هوا، گرم کردن آب و خشک کردن محصولات و الوار بوده‌است. در سال ۲۰۰۱، بیش از ۱۲۰۰۰ سیستم آب گرم کن خورشیدی مسکونی و ۳۰۰ سیستم آب گرم خورشیدی تجاری/صنعتی در این کشور در حال استفاده بود. این سیستم‌ها در حال حاضر بخش کوچکی از مصرف انرژی کانادا را تشکیل می‌دهند، اما برخی از مطالعات دولتی نشان می‌دهند که می‌توانند تا سال ۲۰۲۵ تا ۵ درصد از انرژی مورد نیاز کشور را تأمین کنند.
سلول‌های فتوولتائیک (PV) به‌طور فزاینده ای به عنوان واحدهای مستقل، بیشتر به عنوان تولید برق توزیع شده خارج از شبکه برای تأمین انرژی خانه‌های دورافتاده، تجهیزات مخابراتی، ایستگاه‌های نظارت بر نفت و خطوط لوله و دستگاه‌های ناوبری استفاده می‌شوند. بازار این سلول‌ها در کانادا به سرعت رشد کرده‌است و شرکت‌های کانادایی ماژول‌های خورشیدی، کنترل‌ها، پمپ‌های آب تخصصی، یخچال‌های با راندمان بالا و سیستم‌های روشنایی خورشیدی تولید می‌کنند. سیستم‌های PV خورشیدی متصل به شبکه برق در سال‌های اخیر رشد قابل توجهی داشته‌اند و تا پایان سال ۲۰۱۴ به بیش از ۱٫۸ گیگاوات ظرفیت نصب شده تجمعی رسیده‌اند.

## پتانسیل خورشیدی
کانادا به دلیل مساحت وسیع خود دارای منابع انرژی خورشیدی فراوانی است. مناطقی با پتانسیل خورشیدی بالا بر اساس تابش افقی جهانی در داخل بریتیش کلمبیا، جنوب آلبرتا، جنوب ساسکاچوان، جنوب منیتوبا، انتاریو، جنوب کبک، نیوبرانزویک، جنوب نوا اسکوشیا، و جزیره پرنس ادوارد غربی واقع شده‌اند. مناطقی با بالاترین پتانسیل خورشیدی در منتهی الیه جنوبی آلبرتا، ساسکاچوان و انتاریو قرار دارند.
با این حال، این کشور به دلیل عرض جغرافیایی بالا، سطح تابش خورشیدی نسبتاً کمی دارد. همین دلیل همراه با پوشش ابری، منجر به ضریب ظرفیت پایین ۶٪ در مقایسه با ضریب ظرفیت ۱۵٪ در ایالات متحده می‌شود. نواحی شمالی به دلیل عرض جغرافیایی حتی بالاتر، پتانسیل خورشیدی کمتر و نور مستقیم خورشید کمتری دارند. هیئت ملی انرژی پیش‌بینی می‌کند که برق خورشیدی تا سال ۲۰۴۰ به ۱٫۲ درصد از کل تولید انرژی کشور برسد.

## آمار
| سال  | Σ نصب شده‌است (MWp) | Δ نصب شده‌است (MWp) | نسل (گیگاوات ساعت) |
| ---- | ------------------ | ------------------ | ------------------ |
| ۱۹۹۲ | ۰٫۹۶               |                    |                    |
| ۱۹۹۳ | ۱٫۲۳               | ۰٫۲                |                    |
| ۱۹۹۴ | ۱٫۵۱               | ۰٫۳                |                    |
| ۱۹۹۵ | ۱٫۸۶               | ۰٫۴                |                    |
| ۱۹۹۶ | ۲٫۵۶               | ۰٫۷                |                    |
| ۱۹۹۷ | ۳٫۳۸               | ۰٫۸                |                    |
| ۱۹۹۸ | ۴٫۴۷               | ۱٫۱                |                    |
| ۱۹۹۹ | ۵٫۸۳               | ۱٫۳                |                    |
| ۲۰۰۰ | ۷٫۱۵               | ۱٫۴                |                    |
| ۲۰۰۱ | ۸٫۸۳               | ۱٫۶                |                    |
| ۲۰۰۲ | ساعت ۱۰٫۰۰         | ۱٫۲                |                    |
| ۲۰۰۳ | ۱۱٫۸۳              | ۱٫۸                |                    |
| ۲۰۰۴ | ۱۳٫۸۸              | ۲٫۱                |                    |
| ۲۰۰۵ | ۱۶٫۷۵              | ۲٫۸۵               |                    |
| ۲۰۰۶ | ۲۰٫۴۸              | ۳٫۷۵               |                    |
| ۲۰۰۷ | ۲۵٫۷۷              | ۵٫۳                |                    |
| ۲۰۰۸ | ۳۲٫۷۲              | ۶٫۹                |                    |
| ۲۰۰۹ | ۹۴٫۵۷              | ۶۱٫۸۷              |                    |
| ۲۰۱۰ | ۲۸۱٫۱۳             | ۱۸۶٫۴۳             |                    |
| ۲۰۱۱ | ۵۵۸٫۲۹             | ۲۹۷                | ۴۰۰                |
| ۲۰۱۲ | ۷۶۵٫۹۷             | ۲۶۸                |                    |
| ۲۰۱۳ | ۱٬۲۱۰٫۴۸           | ۴۴۴٫۵۱             |                    |
| ۲۰۱۴ | ۱٬۸۴۳٫۰۸           | ۶۳۲٫۶۰             |                    |
| ۲۰۱۵ | ۲۲۴۰               | ۳۹۷                |                    |
| ۲۰۱۶ | ۲۶۰۰               | ۳۶۰                |                    |
| ۲۰۱۷ | ۲۸۰۰               | ۲۰۰                |                    |
| ۲۰۱۸ | ۳٬۰۴۰              | ۲۴۰                |                    |
| ۲۰۱۹ | ۴٬۸۴۴              | ۱٬۸۰۴              |                    |
| ۲۰۲۰ | ۴۹۱۴               | ۷۰                 |                    |